# Drosophila mulleri (artundergrupp)
Drosophila mulleri är en artundergrupp inom släktet Drosophila, undersläktet Drosophila och artgruppen Drosophila repleta. Artgruppen består av tio artkomplex och 19 övriga arter. Artkomplexet Drosophila buzzatii och artkomplexet Drosophila mulleri är monofyletiska systertaxa.

## Arter

### ArtkomplexetDrosophila anceps
- Drosophila anceps Patterson & Mainland, 1944

### ArtkomplexetDrosophila buzzatii
- Drosophila antonietae Tidon-Sklorz and Sene, 2001
- Drosophila borborema Vilela & Sene, 1977
- Drosophila buzzatii Patterson & Wheeler, 1942
- Drosophila gouveai Tidon-Sklorz & Sene, 2001
- Drosophila koepferae Fontdevila & Wasserman in Fontdevila et al., 1988
- Drosophila serido Vilela & Sene, 1977
- Drosophila seriema Tidon-Sklorz & Sene, 1995

### ArtkomplexetDrosophila eremophila
- Drosophila eremophila Wasserman, 1962

### ArtkomplexetDrosophila longicornis
- Drosophila desertorum Wasserman, 1962
- Drosophila hexastigma Patterson & Mainland, 1944
- Drosophila huckinsi Etges & Heed in Etges et al., 2001
- Drosophila huichole Etges & Heed in Etges et al., 2001
- Drosophila longicornis Patterson & Wheeler, 1942
- Drosophila mainlandi Patterson, 1943
- Drosophila mathisi Vilela, 1983
- Drosophila pachuca Wasserman, 1962
- Drosophila propachuca Wasserman, 1962
- Drosophila sonorae Heed & Castrezana, 2008
- Drosophila spenceri Patterson, 1943

### ArtkomplexetDrosophila martensis
- Drosophila martensis Wasserman & Wilson, 1957

### ArtkomplexetDrosophila meridiana
- Drosophila meridiana Patterson & Wheeler, 1942

### ArtkomplexetDrosophila mojavensis
- Drosophila arizonae Ruiz, Heed & Wasserman, 1990
- Drosophila mojavensis Patterson in Patterson and Crow, 1940

### ArtkomplexetDrosophila mulleri
- Drosophila aldrichi Patterson in Patterson & Crow, 1940
- Drosophila huaylasi Pla & Fontdevila in Fontdevila et al., 1990
- Drosophila mulleri Sturtevant, 1921
- Drosophila nigrodumosa Wasserman & Fontdevila in Fontdevila et al., 1990
- Drosophila wheeleri Patterson & Alexander, 1952

### ArtkomplexetDrosophila ritae
- Drosophila ritae Patterson & Wheeler, 1942

### ArtkomplexetDrosophila stalkeri
- Drosophila stalkeri Wheeler, 1954

### Övriga arter
- Drosophila hamatofila Patterson & Wheeler, 1942
- Drosophila huayla Suyo, Pilares & Vasquez, 1988
- Drosophila leonis Patterson & Wheeler, 1942
- Drosophila mayaguana Vilela, 1983
- Drosophila meridionalis Wasserman, 1962
- Drosophila mettleri Heed, 1977
- Drosophila micromettleri Heed, 1989
- Drosophila nigricruria Patterson & Mainland in Patterson, 1943
- Drosophila nigrospiracula Patterson & Wheeler, 1942
- Drosophila parisiena Heed & Grimaldi, 1991
- Drosophila pegasa Wasserman, 1962
- Drosophila promeridiana Wasserman, 1962
- Drosophila racemova Patterson & Mainland, 1944
- Drosophila richardsoni Vilela, 1983
- Drosophila starmeri Wasserman, Koepfer & Ward, 1973
- Drosophila straubae Heed & Grimaldi, 1991
- Drosophila subviridis Patterson & Mainland in Patterson, 1943
- Drosophila uniseta Wasserman, Koepfer & Ward, 1973
- Drosophila venezolana Wasserman, Fontdevila, & Ruiz, 1983